# 印度礁
印度礁（Bassas da India）是法國海外領土法屬印度洋諸島中的一個環礁直徑約10公里。印度礁在莫三比克海峽南部中線上，與马达加斯加岛和莫三比克幾乎等距，其陆地總面积約0.2平方公里，含潟湖面积在內则有80平方公里。印度礁是一個圓型封閉環礁，自海平面下3,000公尺升起，寬約100公尺，潟湖最深的地方有15公尺。1897年，法国占领印度礁。马达加斯加对该岛有主权要求。

## 歷史
印度礁在 16 世紀初由葡萄牙探險家首次記錄為 Baixo da Judia 。Judia 是葡萄牙船隻，它在 1506 年擱淺發現了印度礁。由於轉錄錯誤，名稱變成了Bassas da India 。
1774 年，再次被歐洲人重新發現，因此得名“歐羅巴岩石”。
1897 年，印度礁成為法國屬地，隨後於 1968 年由居住在留尼汪島的一名專員管理。馬達加斯加於 1960 年獨立，自 1972 年以來一直聲稱對印度礁擁有主權。

## 野生動物
2003 年報導了直翅真鯊的存在，這是在莫桑比克海峽的首次發現。

## 旅遊
在印度礁停泊需要獲得法國政府的許可。沒有許可證的捕魚可能會導致船隻被驅逐甚至沒收。自 2013 年以來，法國海軍扣押了幾艘從莫桑比克或南非出發的非法旅遊包機。